# Rebelles Européens
Rebelles Européens war ein französisches Rechtsrock-Label. Neben Rock-O-Rama gehörte es zu den umsatzstärksten und wichtigsten Unternehmen der rechtsextremistischen Musikszene während der 1980er/Anfang der 1990er Jahre. 

## Labelgeschichte
Das Label wurde 1987 von Gael Bodilis in Brest gegründet. Bodillis gehörte der rechtsextremen Skinhead-Szene an und war ehemaliger Sekretär der Front National Jeunesse. Außerdem war er Manager der Rechtsrock-Band Brutal Combat.
Er erklärte die Gründung aus einem politischen Interesse heraus, an Profit war er eigenen Angaben nach nicht interessiert. 1988 versuchte er in Brest ein Skinhead-Konzert zu organisieren, das letztlich von der Polizei verboten wurde. Im Anschluss kam es zu massiven Ausschreitungen in Brest. Acht Immigranten wurden verletzt und 32 dem rechtsextremen Spektrum zuzuordnende Skinheads wurden verhaftet.
Das Album This Time the World von No Remorse, eine der zu dieser Zeit härtesten Veröffentlichungen der rechten Szene, die unter anderem den Nationalsozialismus glorifizierte, den Holocaust leugnete sowie gegen Schwarze und Linke hetzte. Rebelles Européens wuchs nach diesem Erfolg rasch zu einem internationalen Unternehmen an, das lediglich in Deutschland durch die Vormachtstellung von Rock-O-Rama geringen Erfolg hatte. Etwa 70 Alben aus der internationalen Szene brachte das Label heraus, darunter Dirlewanger, Noie Werte und Ultima Thule. Obwohl das Label lediglich im Bereich des Rechtsrocks agierte, veröffentlichte es auch ein Album der italienischen antifaschistischen Oi!-Band Klasse Kriminale. Neben der Labeltätigkeit erschien ein Hochglanzkatalog in dem neben Tonträgern auch zugehörige Merchandising-Artikel angeboten wurden. Daneben wurden auch Bücher und Tonträger mit Marschmusik verkauft.
Im Sommer 1991 fand eine Hausdurchsuchung statt, nachdem Paul Burnley ein Album mit seinem Projekt The Fourth Reich eingespielt hatte. Bodlis wurde für drei Wochen inhaftiert, kam allerdings wieder frei. Das Label wurde 1994 eingestellt. Gerüchte um eine Wiederbelebung machten 1996 und 1997 die Runde.

## Diskografie

### Alben
| Band                                      | Titel                                    | Jahr | Format, Indizierung   | Code     |
| ----------------------------------------- | ---------------------------------------- | ---- | --------------------- | -------- |
| Skin-Korps                                | Mister Clean                             | 1987 | LP                    | RE330187 |
| Bunker 84/Légion 88/Skin-Korps            | Debout Vol. 1                            | 1987 | LP                    | RE330287 |
| Bunker 84                                 | Notre Combat!                            | 1987 | LP, CD                | RE330387 |
| No Remorse                                | This Time The World                      | 1988 | LP, CD, indiziert     | RE330488 |
| Legion 88                                 | Thulé                                    | 1988 | LP, CD                | RE330588 |
| Bunker 84/No Remorse/Verde Bianco Rosso   | Debout Vol. 2                            | 1988 | LP                    | RE330688 |
| Bunker 84                                 | Liberté!                                 | 1988 | LP                    | RE330788 |
| Machtoc                                   | Premiere Foie                            | 1989 | LP                    | RE330889 |
| Dirlewanger/Powerskins/Nouvelle Croisade  | Debout Vol. 3                            | 1989 | LP                    | RE330989 |
| Public Enemy                              | There Is Only One Public Enemy           | 1989 | LP, CD                | RE331089 |
| Chauves Pourris/Lionheart/Guarda de Ferro | Debout Vol. 4                            | 1989 | LP                    | RE331189 |
| Verde Bianco Rosso                        | Europa                                   | 1989 | LP                    | RE331289 |
| Kontingent 88                             | Au Service De Nos Ancétres               | 1989 | LP, CD                | RE331389 |
| Lionheart                                 | A New Beginning                          | 1989 | LP                    | RE331489 |
| Dirlewanger                               | Rocking for the Golden Race              | 1989 | LP, CD, indiziert     | RE331589 |
| Verschiedene                              | 100 Birthday – Anniversaire – Geburtstag | 1989 | LP, CD, indiziert     | RE331689 |
| Chauves Pourris                           | Jusqu'a La Mort                          | 1990 | LP                    | RE331790 |
| Sturmtruppen                              | Es ist beit                              | 1990 | LP, CD, indiziert     | RE331890 |
| Klasse Kriminale                          | Ci Incontreremo Ancora                   | 1990 | LP                    | RE331990 |
| Peggior Amico                             | Il leone ruggisce ancore                 | 1990 | LP                    | RE332090 |
| White Lightning                           | Destiny                                  | 1990 | LP                    | RE332190 |
| Lionheart                                 | Ride Of The Valkyries                    | 1990 | LP                    | RE332290 |
| Noie Werte                                | Kraft für Deutschland                    | 1990 | LP, CD, beschlagnahmt | RE332390 |
| Dirlewanger                               | Unity of Honour                          | 1990 | LP, CD**              | RE332490 |
| Verde Bianco Rosso                        | Radroni Del Mondo                        | 1991 | LP                    | RE332591 |
| Kontingent                                | Generations Futures                      | 1991 | LP                    | RE332691 |
| Open Season                               | Front Line Fighters                      | 1991 | LP, CD, indiziert     | RE332791 |
| Public Enemy                              | Our Weapon Is Truth                      | 1991 | LP, CD                | RE332891 |
| Battle Zone                               | Nowhere To Hide                          | 1991 | LP                    | RE332991 |
| Paul Burnley & The 4th Reich              | A Nation Reborn                          | 1991 | LP, CD                | RE333091 |
| Powerskin                                 | Celtica Bianca Spada                     | 1991 | LP                    | RE333191 |
| Paul Burnley & The 4th Reich              | Save the White Race                      | 1992 | LP (12" EP)           | RE333292 |
| White Noise/Division S/Verde Bianco Rosso | Debout Vol. 5                            | 1992 | LP                    | RE333392 |
| Ultime Assaut                             | Deliverance                              | 1992 | LP                    | RE333492 |
| Guarda de Ferro                           | G.D.F.                                   | 1992 | LP                    | RE333592 |
| Soccer Hooleys                            | We Are The Soccer Hooleys                | 1992 | LP                    | RE333692 |
| Verschiedene                              | Last Chance...                           | 1992 | LP                    | RE333792 |
| English Rose                              | Never Be Silenced                        | 1992 | LP                    | RE333892 |
| Dirlewanger                               | White Power Rock 'N' Roll                | 1992 | LP                    | RE333992 |
| No Remorse/Dirlewanger                    | Desert Storm                             | 1992 | LP (12" EP)           | RE334092 |
| Force de Frappe                           | Orage Mechanique                         | 1992 | LP                    | RE334192 |
| Ultima Thule                              | Svea Hjältar                             | 1992 | CD                    | RECD0592 |
| Nahkampf                                  | Schutt und Asche                         | 1994 | LP, CD, indiziert     | RE334294 |
| Skullhead                                 | Victory or Valhalla                      | 1994 | LP                    | RE334394 |
| Division 250                              | Sangre de Conquistadores                 | 1994 | LP                    | RE334494 |
| Tolbiac's Toads                           | 1983–1987                                | 1994 | LP                    | RE334594 |

### Singles
| Band               | Titel                          | Jahr | Format, Indizierung | Code       |
| ------------------ | ------------------------------ | ---- | ------------------- | ---------- |
| Legion 88          | Terroristes                    | 1987 | 7’’                 | RE 4501.87 |
| Bunker             | Vieux Continent                | 1987 | 7’’                 | RE 4502-87 |
| Brutal Combat      | Passe a l'Ouest/Indo-Europeens | 1987 | 7’’                 | RE330387   |
| Bunker 84          | Victime des Democraties        | 1987 | 7’’                 | RE 450487  |
| Legion 88          | Terroristes                    | 1988 | 7’’                 | RE 450588  |
| Lionheart          | Better Dead Than Red           | 1989 | 7’’                 | RE 450689  |
| Chauves Pourris    | Cenbsuré                       | 1989 | 7’’                 | RE450789   |
| Peggior Amico      | Colpevole di Essere Bianco     | 1989 | 7’’                 | RE450889   |
| Public Enemy       | Waiting for the Storm          | 1989 | 7’’                 | RE450889   |
| Kontingent 88      | 1789                           | 1989 | 7’’                 | RE451089   |
| No Remorse         | Time Will Tell                 | 1989 | 7’’                 | RE451189   |
| No Remorse         | Smash the Reds                 | 1989 | 7’’                 | RE451289   |
| Power Skins        | Mittel Europa                  | 1989 | 7’’                 | RE451389   |
| English Rose       | Proud Nationalist Warriors     | 1989 | 7’’                 | RE451489   |
| Battle Zone        | Way of Death                   | 1989 | 7’’                 | RE451589   |
| Nouvelle Croisade  | Tu Aimeras                     | 1990 | 7’’                 | RE451690   |
| Verde Bianco Rosso | Bionda Rossa e Nera            | 1990 | 7’’                 | RE451790   |
| Battle Zone        | Right to March                 | 1990 | 7’’                 | RE451890   |
| Public Enemy       | For You                        | 1990 | 7’’                 | RE451990   |
| Lionheart          | Sign of the Times              | 1990 | 7’’                 | RE452090   |
| Dirlewanger        | N……season                      | 1990 | 7’’                 | RE452190   |
| Violent Storm      | Land of My fathers             | 1990 | 7’’                 | RE452290   |
| Division S         | …Efter Revolutionen            | 1990 | 7’’                 | RE452390   |
| Public Enemy       | Salute!                        | 1990 | 7’’                 | RE452490   |
| Legion 88          | Légion Blanche                 | 1991 | 7’’                 | RE452591   |
| Ultima Thule       | Havets Vargar                  | 1991 | 7’’                 | RE452691   |
| Grade One          | Hail the New Land              | 1991 | 7’’                 | RE452791   |
| Ultime Assaut      | Paris                          | 1991 | 7’’                 | RE452891   |
| Peggior Amico      | Diritto di Marciare            | 1991 | 7’’                 | RE452991   |
| Ovaltinees         | British Justice                | 1991 | 7’’                 | RE453092   |